# Rohy (Zvolenská kotlina)
Rohy jsou geomorfologický podcelek Zvolenské kotliny. Nejvyšší vrcholem území je 691 m n. m. vysoký Siroň.

## Vymezení
Podcelek leží v jihovýchodní části Zvolenské kotliny, západně od Detvy. Ohraničuje ho z jihu Javorie s podcelkem Podlysecká brázda, východním směrem leží Detvanská kotlina, západ vymezuje Slatinská kotlina, obě patřící do Zvolenské kotliny.

## Chráněná území
Na území podcelku leží přírodní rezervace Rohy a Pstruša. 

## Doprava
Území rozděluje řeka Slatina na hornatější severní a méně zvlněnou jižní část. Údolím vedou komunikace nadregionálního významu; mezinárodní tah E58 (Nitra - Košice ) prochází po rychlostní silnici R2 a silnici I/16 (Zvolen - Lučenec). Územím také vede významná železniční trať Zvolen - Košice.